# Eefje Muskens
Eefje Muskens (Goirle, 18 de juny de 1989) és una esportista neerlandesa que competeix en bàdminton en la categoria de dobles. La seva actual parella de dobles femení és Selena Piek. Ella ha guanyat les edicions 2014 i 2015 dels Campionats nacionals de bàdminton holandesos amb Piek.